# Axtaçı
Axtaçı är en ort i Azerbajdzjan.   Den ligger i distriktet Sabirabad Rayonu, i den centrala delen av landet, 140 kilometer väster om huvudstaden Baku. Antalet invånare är 302.
Terrängen runt Axtaçı är mycket platt. Runt Axtaçı är det ganska tätbefolkat, med 72 invånare per kvadratkilometer.. Närmaste större samhälle är Saatlı, 12,8 kilometer söder om Axtaçı.
Trakten runt Axtaçı består till största delen av jordbruksmark.